# Placówka wywiadowcza KOP nr 10
Placówka wywiadowcza nr 10 KOP – organ wykonawczy wywiadu Korpusu Ochrony Pogranicza. 

## Formowanie i zmiany organizacyjne
Została utworzona 15 listopada 1931, a jej siedziba mieściła się w Tarnopolu. Pod względem wyszkolenia wojskowego podlegała dowódcy Brygady KOP „Podole”.
Jednostką administracyjną dla placówki nr 10 był batalion KOP „Skałat”. 
Placówka podlegała Ekspozyturze Nr 5 Oddziału II SG we Lwowie.
Z dniem 1 grudnia 1936 placówka wywiadowcza KOP nr 8 przejęła od placówki wywiadowczej KOP nr 10 teren powiatu krzemienieckiego.
W 1939 placówka wywiadowcza KOP nr 10 nadal podlegała szefowi ekspozytury Oddziału II nr 5 „Lwów” i stacjonowała w Tarnopolu.

## Dekonspiracja struktur
W 1939 całość archiwum placówki wywiadowczej nr 10 KOP przejęło NKWD, grupa operacyjna NKWD w Tarnopolu znalazła wiele list agentury czynnej i wyeliminowanej, teczek personalnych i pracy agentów oraz konfidentów polskiego wywiadu i kontrwywiadu. Naraziło to kilkaset osób na dotkliwe represje.
Na podstawie tych list ujawniono:
- 100 agentów polskiego wywiadu, zamieszkałych w województwie winnickim i kamieniecko-podolskim,
- 300 agentów i konfidentów organów kontrwywiadu z województwa tarnopolskiego,
- 80 agentów zamieszkałych na terenie województw lwowskiego, stanisławowskiego i w innych miejscowościach.

Poza niejawnymi kadrami polskiego wywiadu w archiwum tym odnaleziono również:
- spisy członków różnych partii nacjonalistycznych i organizacji z terenu województwa tarnopolskiego,
- spisy urzędników różnych polskich instytucji z polityczną charakterystyką tych osób, na podstawie których placówka wyrażała zgodę na przyjęcie do pracy bądź odmowę zatrudnienia,
- listy osób podejrzanych o działalność wywrotową przeciw państwu polskiemu, a przeznaczonych do umieszczenia w obozach odosobnienia na czas wojny.

Grupa operacyjna NKWD w Tarnopolu na podstawie materiałów archiwum placówki wywiadowczej nr 10 oraz danych agenturalnych do 20 listopada 1939 namierzyła i aresztowała w samym tylko Tarnopolu - 60 agentów, konfidentów i właścicieli mieszkań konspiracyjnych. 
Od osób aresztowanych w czasie śledztwa uzyskano zeznania o strukturze organów wywiadu i kontrwywiadu RP oraz o agentach i konfidentach wywiadu polskiego. Osobami tymi byli m.in. agent Ekspozytury nr 5 Koryto, Władysław Augustyniak i Marian Litwiński.

## Obsada personalna
Kierownicy placówki
- kpt. piech. Henryk Nitecki (pomiędzy 1933 i 1935)[b]
- kpt. piech. Zygmunt Kosior[c] (był w 1939)

Obsada personalna w marcu 1939:
- kierownik – kpt. piech. Zygmunt Kosior → kierownik placówki wywiadowczej „Sanok” (nr 13),
- oficer – kpt. piech. Stefan Czesław Relich,
- oficer – por. adm. Kazimierz Krenz